# 금계

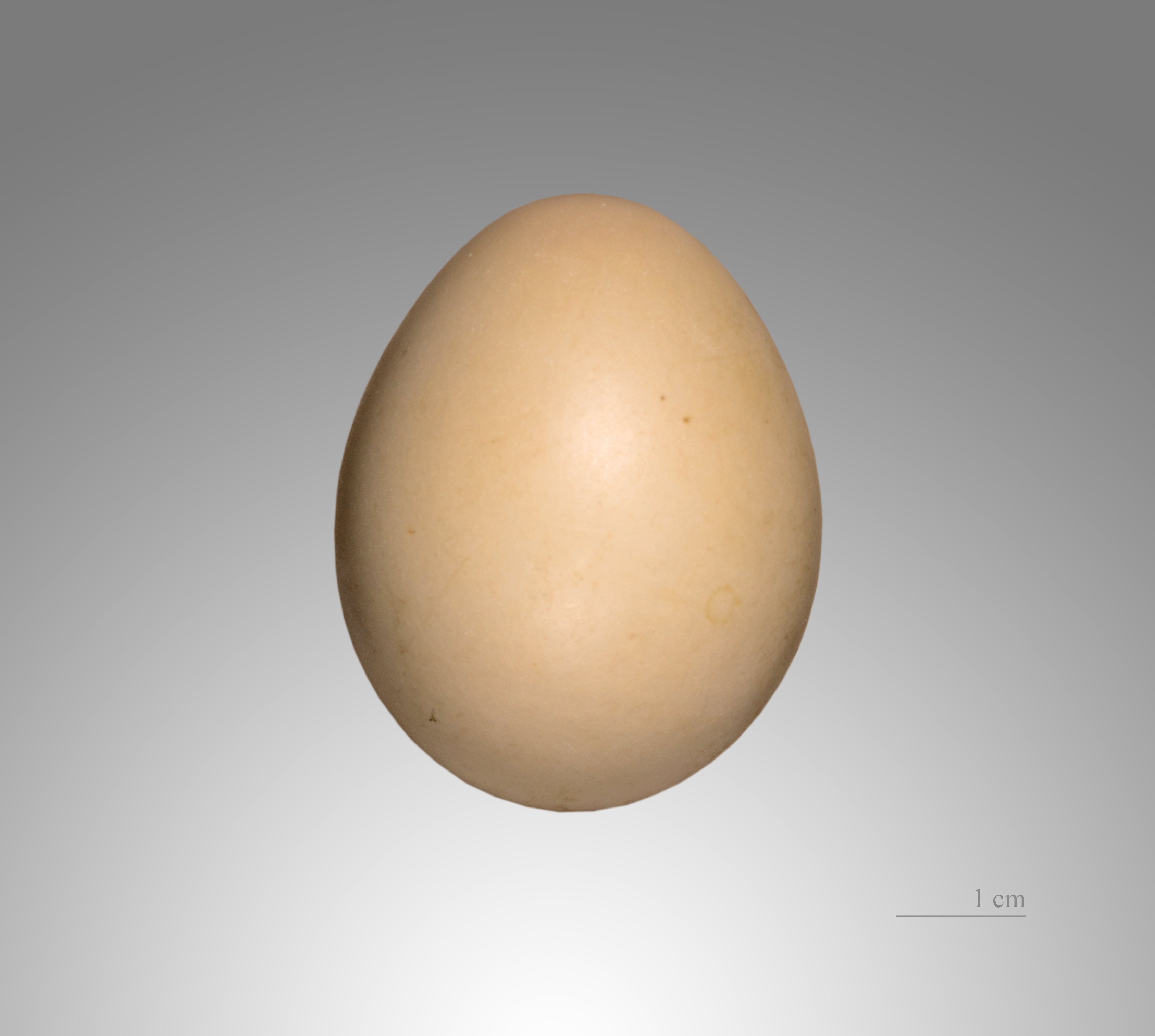
알

금계(金鷄, 학명: Chrysolophus pictus)는 닭목 꿩과에 속하는 새이다. 영어명은 Golden Pheasant이다. 서부 중국의 삼림지대가 원산지이다.
다 큰 수컷의 길이는 꼬리깃을 포함해서 90 ~ 105cm이며 꼬리깃이 전체 길이의 2/3 이상을 차지한다.
수컷은 붉은 색이 섞인 금색의 볏이 있다. 얼굴, 목, 뺨 등은 갈색이며 턱볏은 노란색이다. 등 위쪽은 녹색이며 나머지 부분과 엉덩이 쪽은 금색을 띤다. 붉은색의 가슴깃털이 나 있고 다리와 발은 진한 노란색이다. 암컷은 어두운 갈색을 띤다. 울음소리는 금속성을 띄며 번식철에만 "꽥! 짹!' 운다. 번식철엔 암컷을 공격할 수도 있다.
평균 8 ~ 12개의 알을 낳으며 부화 기간은 약 22일이다. 비슷한 새로는 은계와 백한이 있다.

## 사진

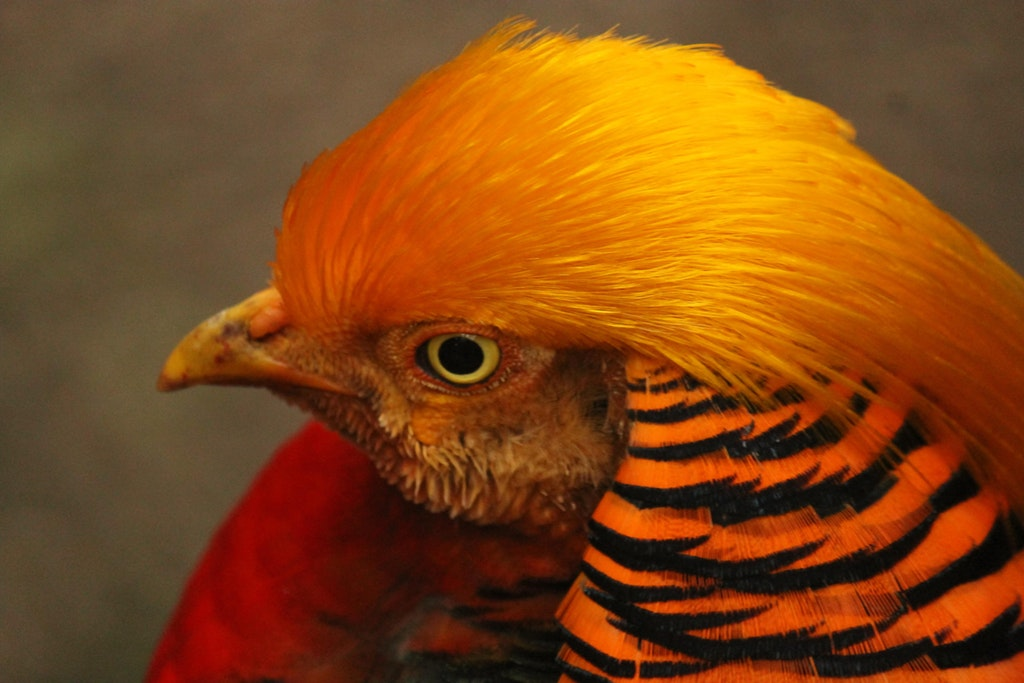
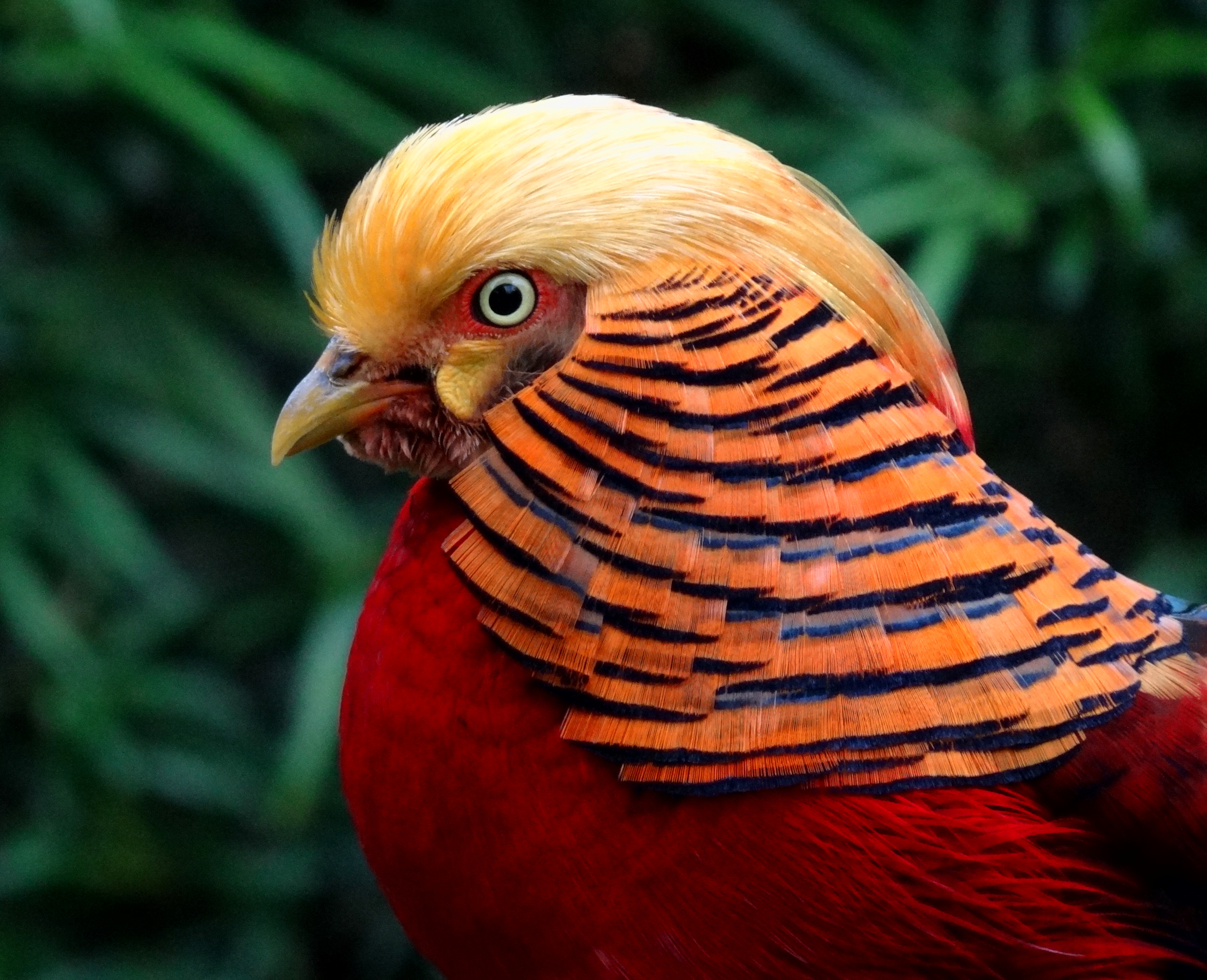

1. ↑  국립생태원. “금계”. 《한국 외래생물 정보시스템(KIAS)》. 대한민국 환경부.